# آينو

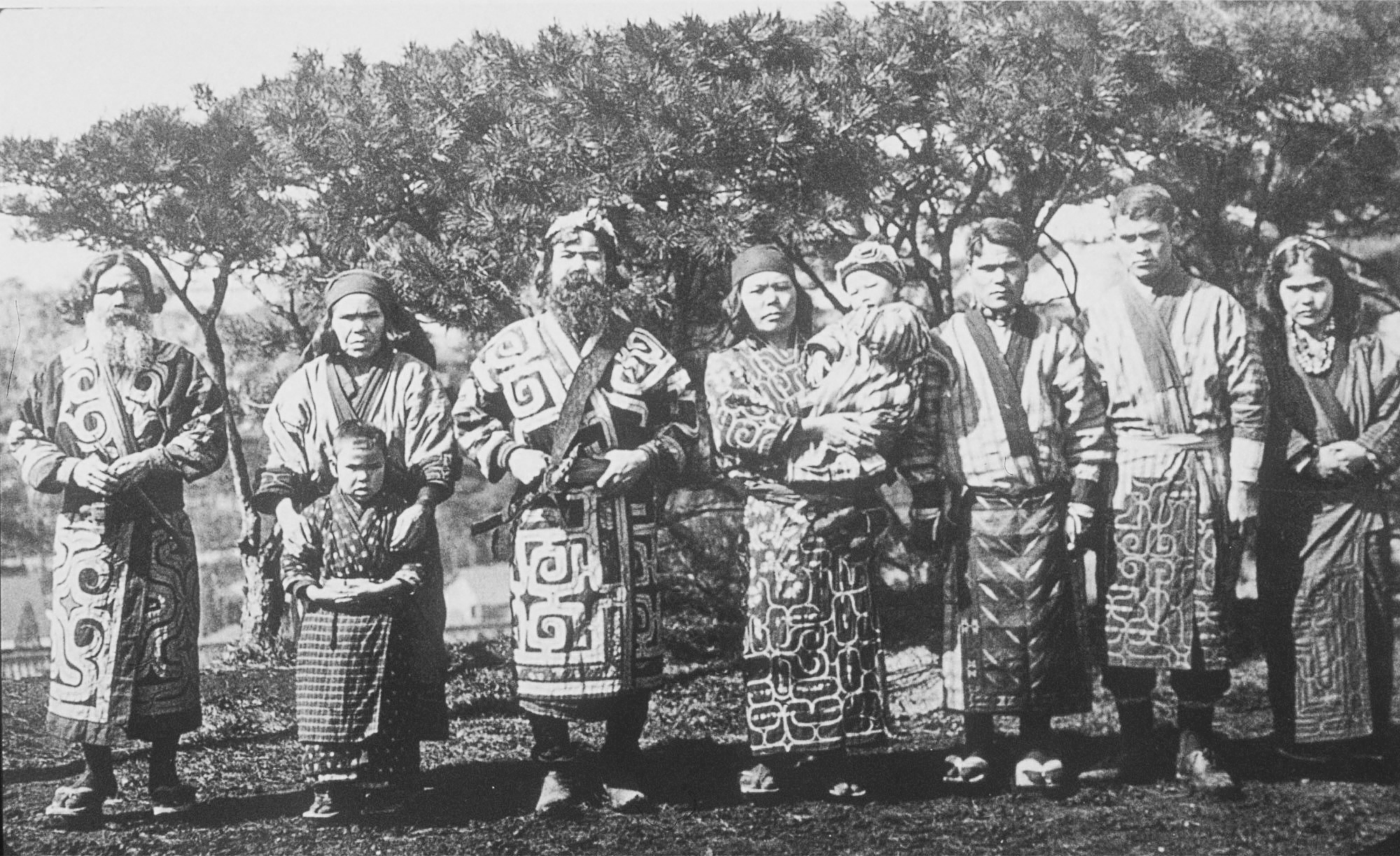
مجموعة من الآينويين عام 1902.

الآينو (الإنجليزية: Ainu؛ اليابانية: アイヌ) سكان اليابان الأصليين قبل وفود أسلاف اليابانيين من البر الصيني. وقد تراجع وجودهم في مختلف الجزر اليابانية باستثناء جزيرة هوكايدو حيث لا يزال تأثيرهم باقٍ فيها حتى الآن يتميز الآينو بملامح ولغة وثقافة تختلف بشكل واضح عن مثيلتها اليابانية، ويتبدَّى ذلك الاختلاف بشكل جلي في الملامح الشكلية حيث يتميز الآينو بأجساد أكثر طولا وضخامة من اليابانيين كما يتميزون بكثرة الشعر بأجسادهم مقارنة بالعرق الياباني. وللآينو معتقدات خاصة بهم تتمثل بتقديسهم لحيوان الدب بشكل خاص، حيث يُضحَّى به إرضاء لآلهتهم. يبلغ عدد الآينو الموجودين حاليا حوالي 150 ألف نسمة، الأغلبية منهم في اليابان مع مجموعات أقل موجودة في روسيا.

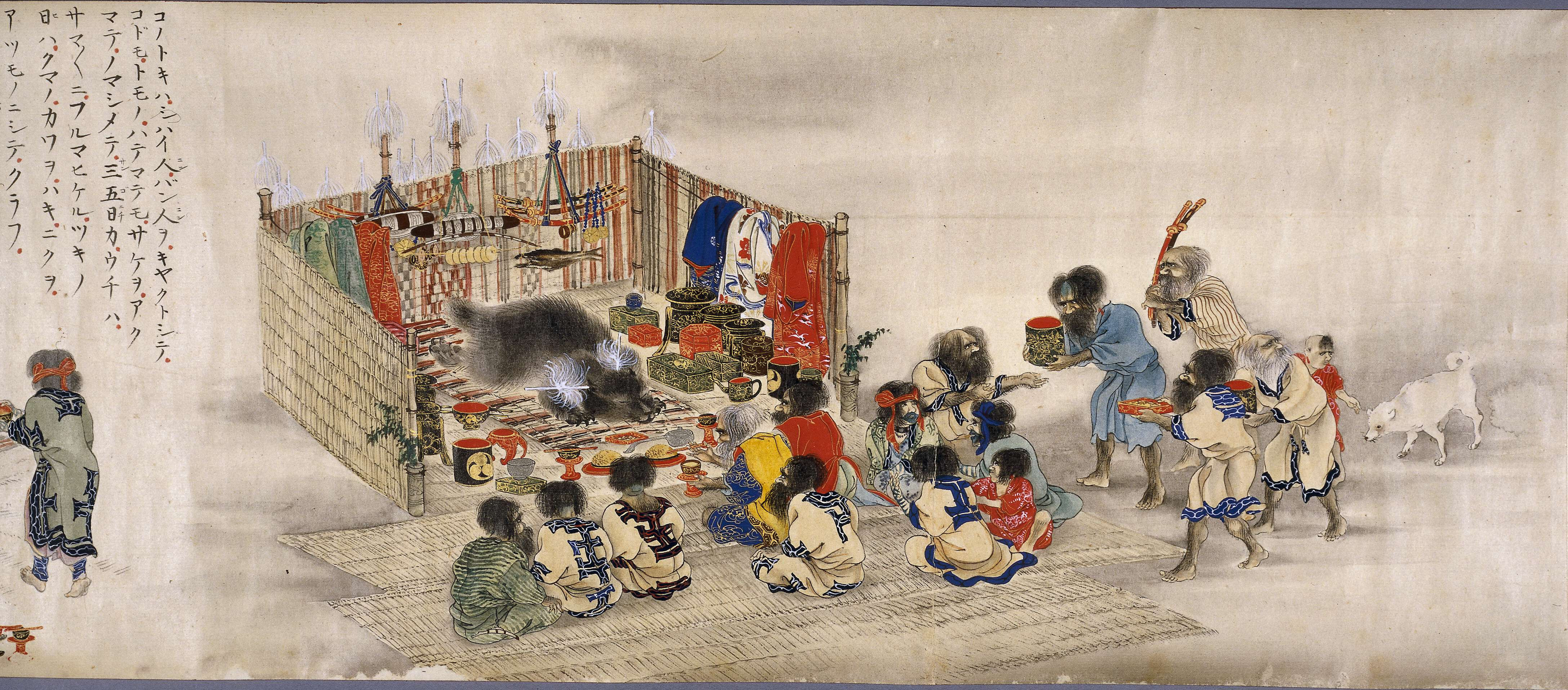
آينويون يضحون بدب في رسم ياباني يعود لحوالي عام 1870م

## تاريخ
تشير الأبحاث الحديثة إلى أن ثقافة الآينو نشأت من دمج ثقافتي أوخوتسك وساتسومون  في 1264، نقل سكان نيفخ إلى أسرة يوان الحاكمة آنذاك في الصين أن الآينو غزو أرضهم، مما أدى إلى معارك بين الآينو وأسرة يوان. بدأ اتصال نشط بين الواجين (اليابانيين عرقيا) والآينو من إيزوتش (التي تعرف الآن باسم هوكايدو) في القرن 13. وكان الآينو مجتمع من الصيادين، الذين كان أسلوب عيشهم مبنيا أساسا على الصيد وصيد الأسماك، أما ديانتهم فكانت عبارة عن دين يقوم على ظواهر الطبيعة.
في عام 1868 كان هناك حوالي 15000 من الآينو في هوكايدو، 2000 في ساخالين، وحوالي 100 في جزر كوريل.
كان الآينو مهمشين على نحو متزايد على الأراضي التي كانوا يقطنونها، لكن، وعلى مدى فترة من 36 سنة فقط، انتقل الآينو من كونهم مجموعة معزولة نسبيا من الناس إلى أناس يملكون أراضيهم الخاصة، بالإضافة إلى اللغة والدين والعادات التي بدأت بالاندماج مع عادات وديانات اليابانيين.
بالإضافة إلى هذا، أرض التي عاش عليها الآينو وُزعت على الواجين الذين قرروا الانتقال إلى هوكايدو، وكان ذلك بتشجيع من الحكومة اليابانية في عصر ميجي للاستفادة من وفرة الجزيرة للموارد الطبيعية، وخلق والحفاظ على المزارع في نموذج الزراعة الصناعية الغربية.

## الاعتراف الرسمي
في 6 يونيو 2008، تمت الموافقة على القرار من الحزبين غير ملزم من قبل البرلمان الياباني يدعو الحكومة إلى الاعتراف بشعب الآينو كسكان أصليين لليابان، ويحث القرار أيضا على إنهاء التمييز ضد الجماعة، وكان كذلك إذ تم الاعتراف بأن شعب الآينو هم «سكان أصليون مع لغة ودين وثقافة خاصة بهم»، وبموجب هذا القرار تم إلغاء قانون 1899 العنصري الإقصائي.
على الرغم من أن القرار تاريخي هام، علق هيدياكي إيمورا، أستاذ في جامعة كايسن في طوكيو والمتخصص في حقوق السكان الأصليين، أن القرار «ضعيف من حيث معنى الاعتراف بالحقائق التاريخية»، إذ يذكر أن شعب الآينو تم إجباره «قسريا» كي يصبح شعبا يابانيا من الأساس.

## الأصل
ينحدر شعب الآينو من شعب جومون جين، الذي عاش في اليابان في فترة جومون. واحدة من أهم أساطير اليابان آنذاك، ويُقال أنهم «عاشوا في هذا المكان قبل مائة ألف سنة قبل مجيء أطفال الشمس».
تشير الأبحاث الحديثة إلى أن ثقافة الآينو التاريخية نشأت من دمج ثقافتي أوخوتسك مع ساتسومون، واحدة من الثقافات الأثرية القديمة المستمدة من ثقافات فترة جومون من الأرخبيل الياباني. استند اقتصادهم على الزراعة، فضلا عن صيد الحيوانات والأسماك.
تشير الدراسات القحفية إلى التقارب المورفولوجي والوراثي للقوقازيين. هذه تاريخ العلاقات إلى العصر الحجري. وخلصت الدراسة إلى أن عينو يمكن أن يوصف بأنه «الأوراسي».
إيشيدا وآخرون، في عام 2009، يشبه معظم جومون العصر البرونزي في جنوب سيبيريا. هناك دليل على أن جومون يحتفظ بخصائص الشعوب القديمة في النصف الغربي من أوراسيا (أوروبا) أو آسيا الوسطى أو جنوب سيبيريا.
خلصت العديد من الدراسات والباحثين (بما في ذلك نوريكو سيجوتشي) إلى أن شعب جومون وأينو ينتميان إلى مجموعة من العصر الحجري القديم تقع في جنوب سيبيريا. كان الشعب القديم في جنوب سيبيريا مرتبطًا أيضًا بالشرق أوروبي والشرق الأوسط.
تربط التحاليل الجينية لجينات HLA I و HLA II وكذلك ترددات الجينات HLA-A و -B و -RB1 بين عينو وبعض الشعوب الأصلية للأمريكتين، خاصةً إلى السكان على ساحل المحيط الهادئ الشمالي الغربي مثل Tlingit. يقترح العلماء أنه يمكن إرجاع السلف الرئيسي لعينو وبعض المجموعات الأمريكية الأصلية إلى مجموعات من العصر الحجري القديم في جنوب سيبيريا.

## اللغة الأم
اليوم، تشير التقديرات إلى أنه تبقى أقل من 100 شخص متحدث باللغة،  في حين تشير بحوث أخرى إلى أن الرقم أقل من 15 متحدث باللغة. تم تصنيف اللغة بأنها «مهددة بالانقراض». ونتيجة لهذه الدراسة فإن لغة الأينو محدودة جدا وتستعمل إلى حد كبير في البحوث التاريخية.
وإن كانت هناك محاولات لإظهار أن اللغة الآينو واللغة اليابانية لديهما أوجه اتصال وترابط، لكن قوبلت هذه المحاولات برفض العلماء الحديث عن وجود مثل هذه العلاقة، مثل الاقتراض المتبادل بين الكلمات اليابانية ولغة الآينو. في الواقع، لم تفلح أي محاولة لإثبات وجود علاقة بين لغة الآينو مع أي لغة أخرى كما أن هذه المحاولات لم تلق قبولا واسعا، وتُعتبر هذه اللغة حاليا لغة معزولة.

## الثقافة

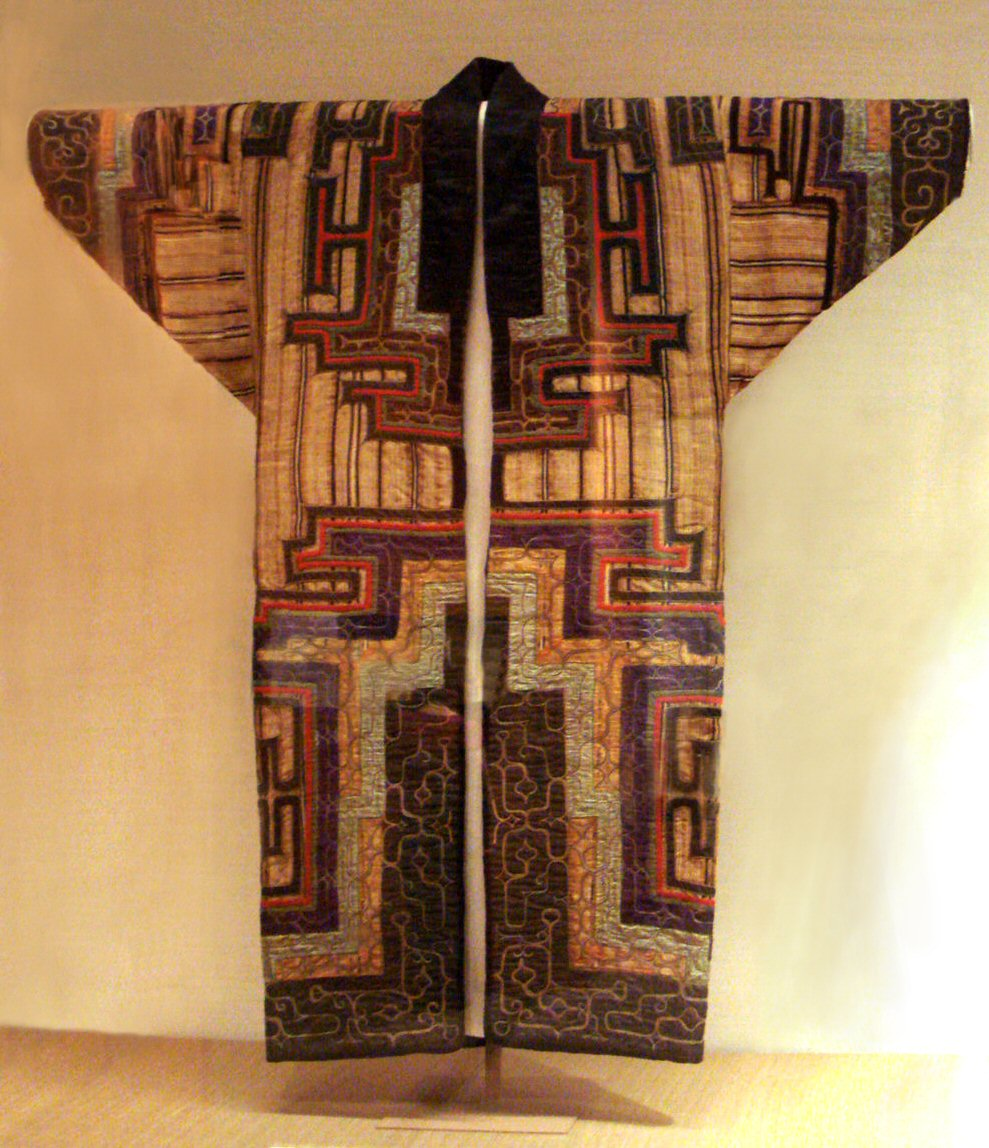
أحد أثواب الآينو الطقوسية يوجد في المتحف البريطاني.

كانت ثقافة الآينو التقليدية مختلفة تمامًا عن الثقافة اليابانية. إذ وفقًا لتاناكا ساكوراكو من جامعة كولومبيا البريطانية، يمكن تضمين ثقافة الآينو في «منطقة المحيطات الشمالية» الأوسع، وذلك في إشارة إلى الثقافات الأصلية المختلفة في شمال شرق آسيا و«ما وراء مضيق بيرينغ» في أمريكا الشمالية.

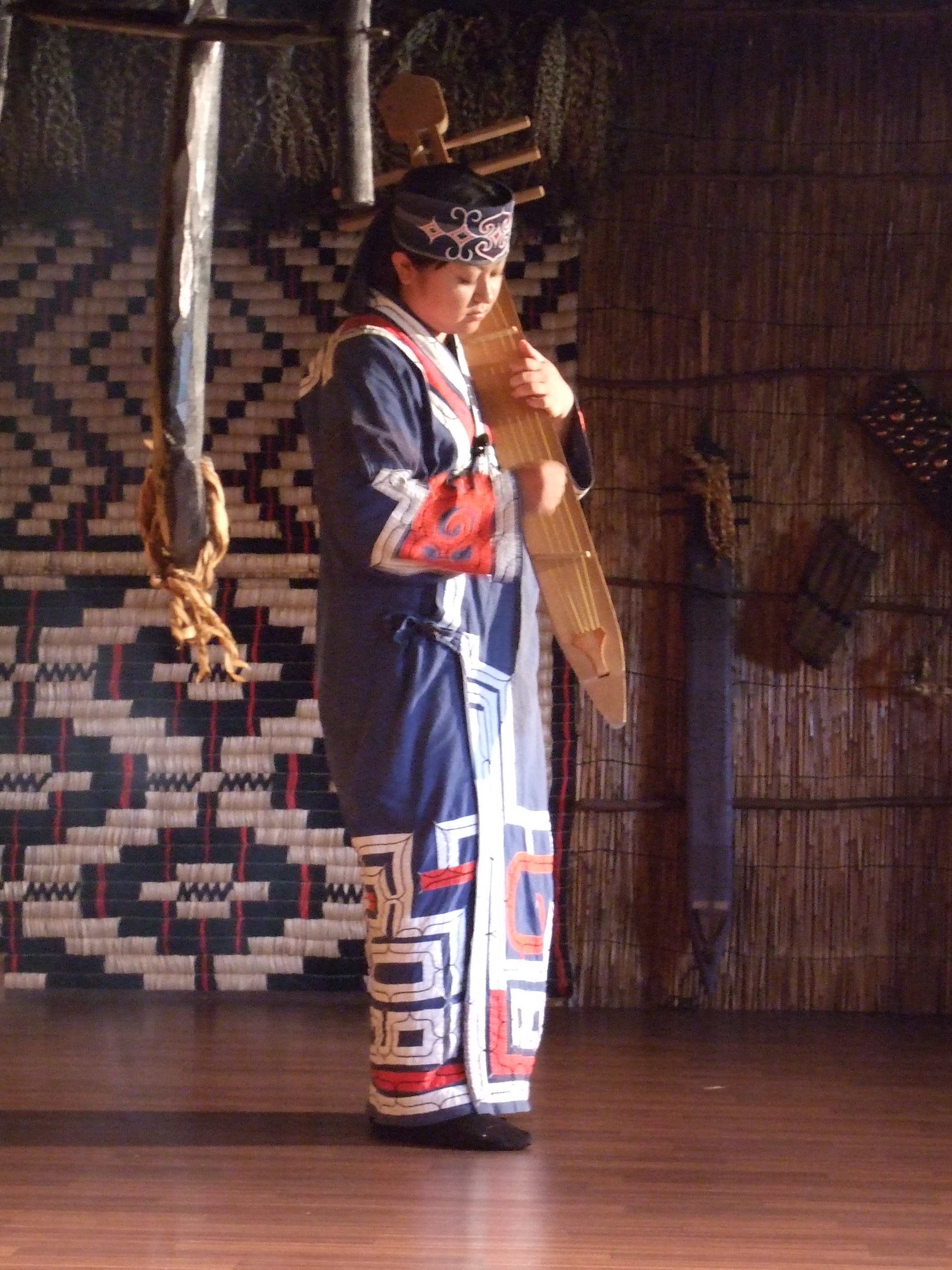
امرأة من الآينو تعزف على آلة موسيقية وترية تقليدية تُدعى تونكوري.

من عادات رجال الآينو ألَّا يحلقوا لحاهم وشواربهم عقب سنٍّ معينة، فتراهم بلحًا وشواربٍ كاملة. وإنَّ الرجال والنساء يقومون، على حد سواء، بقص الشعر لغاية الكتف على شكل نصف دائري من الخلف. ومن عادة النساء أن يَشِمنَ أفواههنَّ وأحيانًا سواعدهنَّ. يبدأ، عادةً، وشم الفمَ في سنٍّ مُبكرةٍ حيث تُوشم الشفة العليا بنقطة صغيرة والتي ستكبر فتبرز تدريجيَّا كلما تقدم العمر بالفتاة. ولاتمام هذه العملية فهم يستخدمون السخام المُترسب في قعر وعاءٍ معلق فوق النار يأتون به من لحاء شجرة البتولا وهو للتلوين أيضًا. أمَّا ملابسهم التقليدية فهو الرداء المُحاك من اللحاء الداخلي لشجرة الدردار، ويُسمونه - أي اللباس - أتوسي أو أتوش. وقد صنعوا عدة أشكال مختلفة من الملابس، تتكون بشكل عام من رداء قصير بسيط مع أكمام منبسطة، يُلفُّ حول الجسم ويُربط بشريط حول الخصر. حيث تكون نهاية الأكمام عند الرسغ أو الساعد ويكون طول الثوب عمومًا قصيرًا إذ يصل إلى ما بعد الركبتين. كما وإنَّ النساء ترتدي ملابسًا داخلية مصنوعة من القماش الياباني.
تعمل الحرفيات الحديثات من نساء الآينو على نسج وتطريز الملابس التقليدية ذات الأسعار الباهظة. في الشتاء كانت تُلبس جلود الحيوانات، مع طماق منسوج من جلد الأيل، وفي جزيرة سخالين، كانت الأحذية تُصنع من جلد الكلاب أو السلمون. تعتبر ثقافة الآينو الأقراط المصنوعة تقليديًا من الكروم محايدة بين الجنسين إذ يرتديها النساء والرجال. كما من عادة النساء أيضًا أن يرتدين عقدًا مطرزًا بالخرز يسمى تاماساي.
المطبخ التقليدي للآينو يزخر بأنواع متعددة من اللحوم، ففيه نجد لحم الدب، أو الثعلب، أو الذئب، أو الغرير، أو الثور، أو الحصان، بالإضافة إلى الأسماك والطيور والدخن والخضروات والأعشاب والجذور. ومن عاداتهم ألَّا يأكلوا أي لحم نيء بل يجب أن يكون مسلوقًا أو مشويًا.
كانت منازلهم التقليدية عبارة عن أكواخ مصنوعة من القش، بحجم يتخطى الـ20 قدمًا (6 م) مربعة، وهو بلا قواطع وفيه مدفأة في وسطه ولا توجد مدخنة فيه بل فقط فتحة في زاوية السقف. ويوجد فيه نافذة واحدة على الجانب الشرقي مع وجود بابين له. كما يُستخدم منزل رئيس القرية كمكان اجتماع عام عند الحاجة إليه. ولدى الآينو نوع آخر من المنازل التقليدية يسمى شيز chise.
الآينو مقلين جدًا من ناحية الأثاث، إذ هم يجلسون على الأرض المُغطاة بطبقتين من الحصير، إحداهما مصنوعة من الأسلِ، والأخرى من نبات مائي له أوراق طويلة على شكل هلال وهو نبات السوسن الأصفر. وأمَّا بالنسبة للأسرَّةِ، فهم يبنونها من ألواح خشبية لها عدة أعمدة تُعلق عليها حصيرة خفيفة تُحيط بالسرير، ويستخدمون جلود الحيوانات كبطانيات. وبالنسبة لأدوات تناول الطعام، فرجال الآينو يتناولون الطعام بأعوادٍ، وأما النساء فيمتلكن ملاعق خشبية. لا يحظى طعام الآينو بشعبية كبيرة خارج مجتمعاتهم، ومع ذلك، فهُناك عدد قليل من المطاعم في اليابان تقدم أطباق الآينو التقليدية، خاصة في العاصمة طوكيو وهوكايدو.
في مجتمع الآينو لا يُعهد بمهام القضاة إلى الرؤساء بل يجلس عدد غير مُعين من أعضاء المجتمع ليقوموا بمهمة الحكم على الجُناة. كما لا توجد عندهم عقوبة الإعدام، ولا يلجأون إلى سَجنِ الجُناة. ويكتفون بالضرب كعقوبة نهائية ومُجزية. وأمَّا في حالة القتل، فقد عمد الآينو إلى قطع أنف الجاني أو قطع أوتار قدميه جزاءً على ما اقترفت يداه.

## الدين

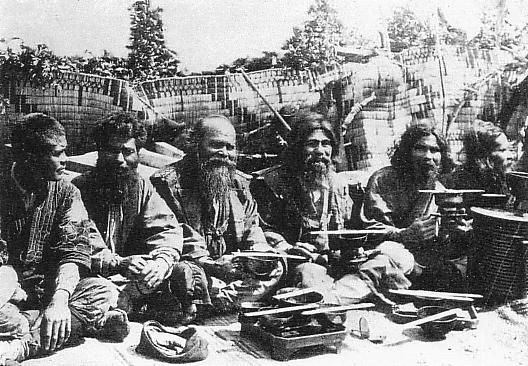
أحد مراسم الآينو التقليدية، 1930.

يُعتبر الآينو تقليديون لأنَّهم يعدون من الأرواحيين، إذ إنَّهم يؤمنون بأنَّ لكل شيء في الطبيعة له كاموي أي (روحًا أو إلهًا) في داخله. والتي كانت ترمز إلى قوى الطبيعة ولكنها كانت ممثلة في شكل مجسم. ومن أهمِّ هذه الأرواح أو الآلهة كاموي فوتشي، إلهة الموقد، وكيم أون كاموي، إله الدببة والجبال، وريبون كاموي، إله البحر، وصيد الأسماك، والحيوانات البحرية. ويعتبر كوتان كار كاموي هو خالق العالم في ديانة الآينو. وأيضاً، أهم الكومونات: «تشوب» هو إله الشمس، وزوجته «تمبي» هي إلهة القمر، و«كوندا كورا» هو إله السماء، و«كانا» هو إله الرعد، و«فوتشي» هي إلهة النار، و«اكا-أوش» هي سيدة المياه السطحية، و«خاشينوف-أوك» هي إلهة الصيد، و«شيرامبا» هي إله النباتات. وفقًا للأساطير، كان «كومي آييناكاموي» و«آينوراكورو أكيكورمي» أيضًا أبطالًا ثقافيين مهمين.

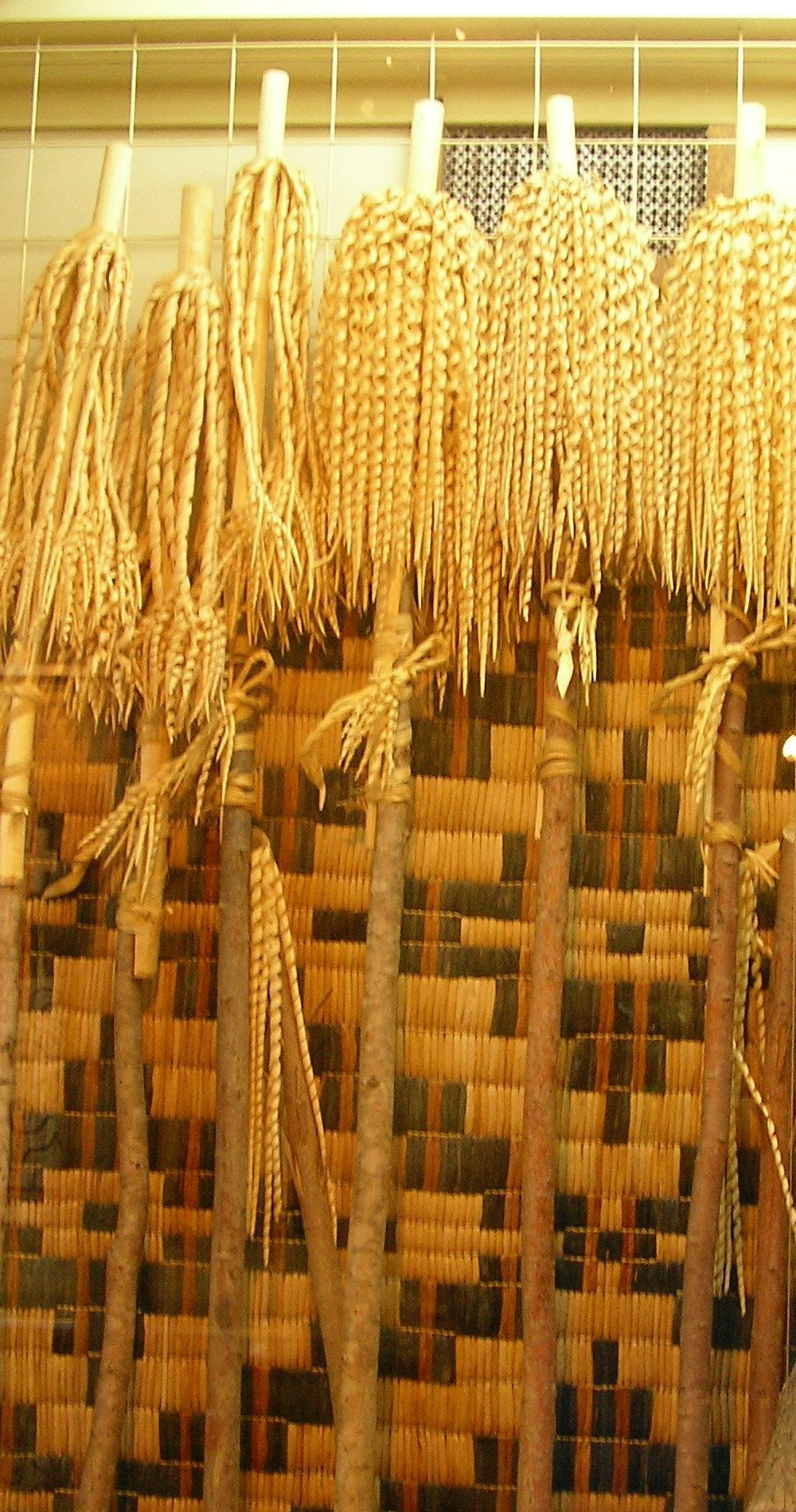
عصا إيناو.

ليس للآينو كهنة يحترفون هذه المهنة؛ وبدلاً من ذلك، يؤدي رئيس القرية أي احتفالات دينية ضرورية. وتنحصر الاحتفالات في عمل إراقة الساكي وتلاوة الصلوات وتقديم عصي الصفصاف مع ظفائر خشبية متصلة بها. تسمى هذه العصي إيناو (للمفرد) ونوسا (للجمع). يتم وضعها على مذبح يستخدم «لإعادة» أرواح الحيوانات المقتولة. إنَّ احتفالات الآينو لإعادة الدببة تسمى آيومانتي. يشكر شعب الآينو الآلهة قبل الأكل والصلاة لإله النار في وقت المرض. إنهم يعتقدون أن أرواحهم خالدة، وأن أرواحهم ستكافأ فيما بعد بالصعود إلى كاموي موسير (أرض الآلهة).
يعتبر الآينو جزءً من مجموعة أكبر من السكان الأصليين الذين يمارسون عبادة الدببة. يعتقد الآينو أن الدب مميز جدًا لأنهم يعتقدون أنَّ الدب هو طريق كيم أون كاموي في إيصال هدية جلد الدب ولحمه إلى البشر. أفاد جون باتشلور أن الآينو ينظرون إلى العالم على أنه محيط كروي تطفو عليه العديد من الجزر، وهو منظر يعتمد على حقيقة أن الشمس تشرق من الشرق وتغرب في الغرب. كتب أنهم يعتقدون أن العالم يستند على ظهر سمكة كبيرة، والتي عندما تتحرك تسبب الزلازل.
تم استيعاب الآينو في المجتمع الياباني السائد وقد تبنى البوذية والشنتو، بينما تم إلحاق بعض الآينو الشماليين كأعضاء في الكنيسة الأرثوذكسية الروسية. وفيما يتعلق بمجتمعات الآينو في شيكوتانتو (باليابانية: 色 丹 と) ومناطق أخرى تقع ضمن نطاق التأثير الثقافي الروسي، كانت هناك حالات لبناء الكنائس بالإضافة إلى تقارير تفيد بأن بعض الآينو قرروا اعتناق العقيدة المسيحية. كانت هناك أيضًا تقارير تفيد بأن الكنيسة الأرثوذكسية الروسية قامت ببعض المشاريع التبشيرية في مجتمع سخالين آينو. ومع ذلك، لم يتغير الكثير من الناس وهناك تقارير عن العديد من الأشخاص الذين بدلوا عقيدتهم. وقد تم ازدراء المتحولين إلى الإسلام بوصفهم «نوتسا آينو» (الآينو الروسي) من قبل أعضاء آخرين في مجتمع الآينو. ومع ذلك، تشير التقارير إلى أن العديد من الآينو حافظوا على إيمانهم بآلهة العصور القديمة.
وفقًا لمسح أجرته جامعة هوكايدو عام 2012، فإن نسبة عالية من الآينو هم أعضاء في ديانة أسرتهم وهي البوذية (خاصة بوذية نيتشيرين شوشو). ومع ذلك، يُشار إلى أنه على غرار الوعي الديني الياباني، لا يوجد شعور قوي بالتماهي مع دين معين.

## الجغرافيا
توزع الآينو في الجزر الشمالية والوسطى من اليابان، من جزيرة ساحلين في الشمال إلى جزر الكوريل وجزيرة هوكايدو وهونشو الشمالية، على الرغم من أن بعض المحققين ذكروا أن الحدود تمتد إلى جميع أنحاء هونشو شمالا حتى الطرف الجنوبي من شبه جزيرة كامتشاتكا التي تُعرف الآن كايب لوباتكا. كانت تُعرف جزيرة هوكايدو بالنسبة للآينو بموشير الآينو، ضمها اليابانيين رسميا في وقت متأخر من عام 1868، من جهة، كوسيلة لمنع التسلل من الروس، ومن جهة أخرى لأسباب إمبريالية.

## نظرية الارتباط بالقارة الأمريكية
في أواخر القرن العشرين، نشأت تكهنات بأن مجموعة متصلة بالجومون ربما كانت أولى المجموعات التي وطأت أرض أمريكا الشمالية. وتستند هذه النظرية إلى حد كبير من الأدلة المسستخرجة (الهياكل العظمية) والثقافية تعود لقبائل كانت تعيش في الجزء الغربي من أمريكا الشمالية وأجزاء أخرى معينة [تحتاج إلى توضيح] من أمريكا الجنوبية.
وقد أظهرت الدراسات ورسم الخرائط الجينية بواسطة البروفيسور الإيطالي كافالي سفورزا الانحدار الحاد في ترددات الجين تتركز في المنطقة الواقعة حول بحر اليابان، وخاصة في الأرخبيل الياباني، وهو ما يميز هؤلاء السكان من الآخرين في بقية شرق آسيا ومعظم القارة الأمريكية.

## الحزب السياسي للآينو
تأسس حزب الآينو في 21 يناير 2012،  بعد أن قامت مجموعة من ناشطين الآينو في هوكايدو بتشكيل حزب سياسي في 30 أكتوبر 2011. ذكرت وكالة آينو هوكايدو أن كايانو شيرو، نجل الزعيم السابق آينو كايانو شيجيرو، سيرأس الحزب. هدفهم هو المساهمة في تحقيق مجتمع متعدد الثقافات والأعراق في اليابان، جنبا إلى جنب مع حقوق الآينو.

## معرض صور

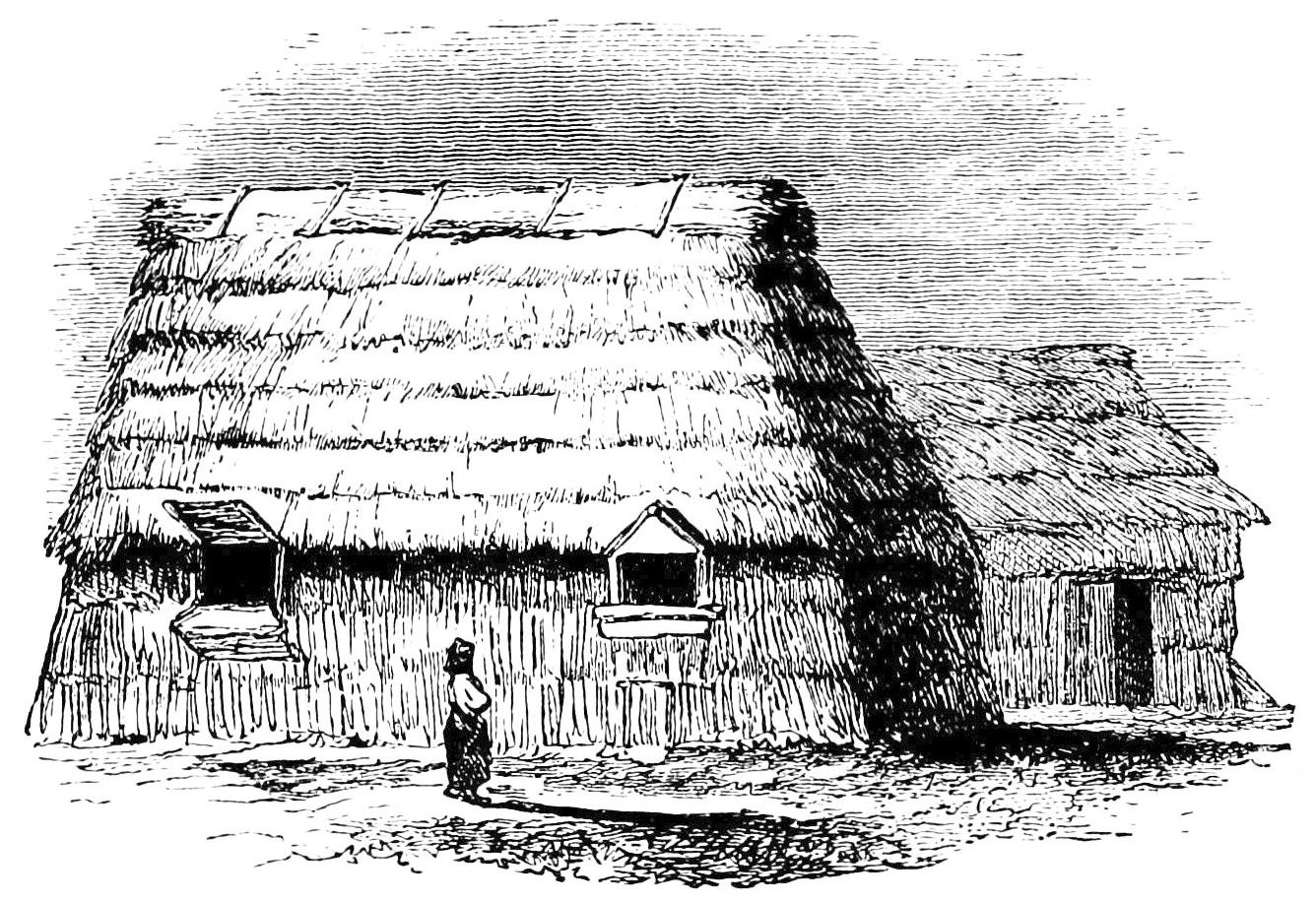
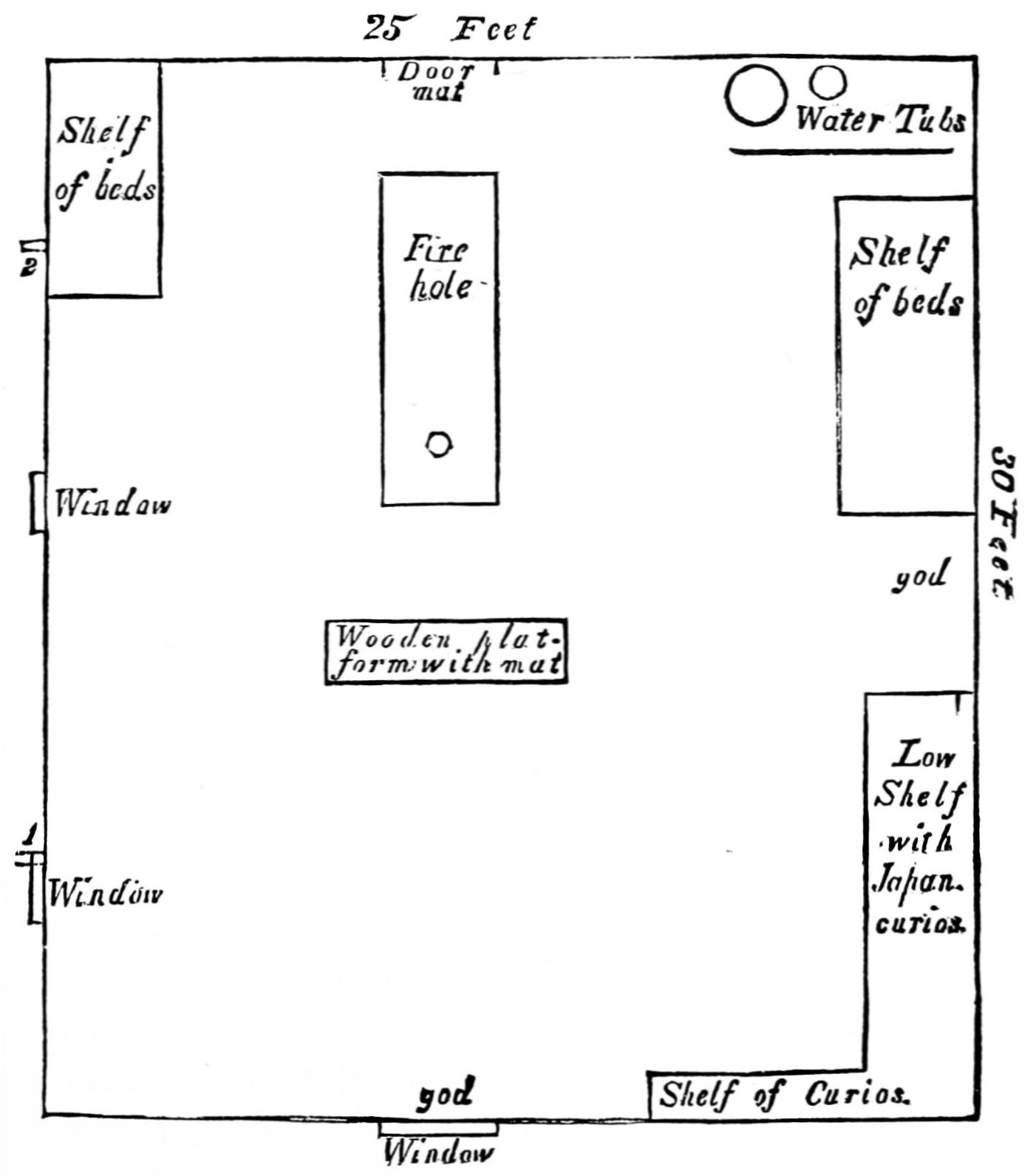
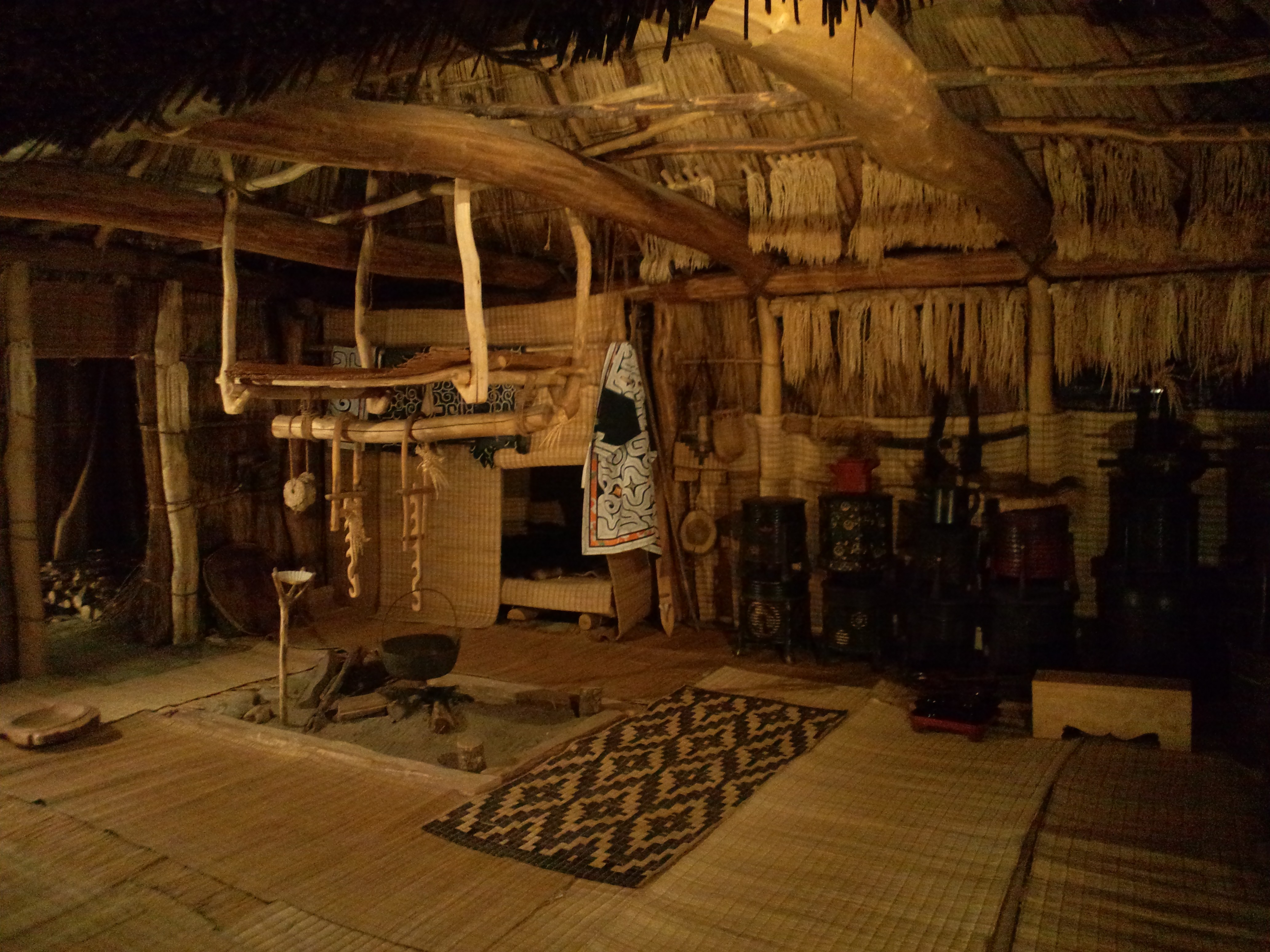
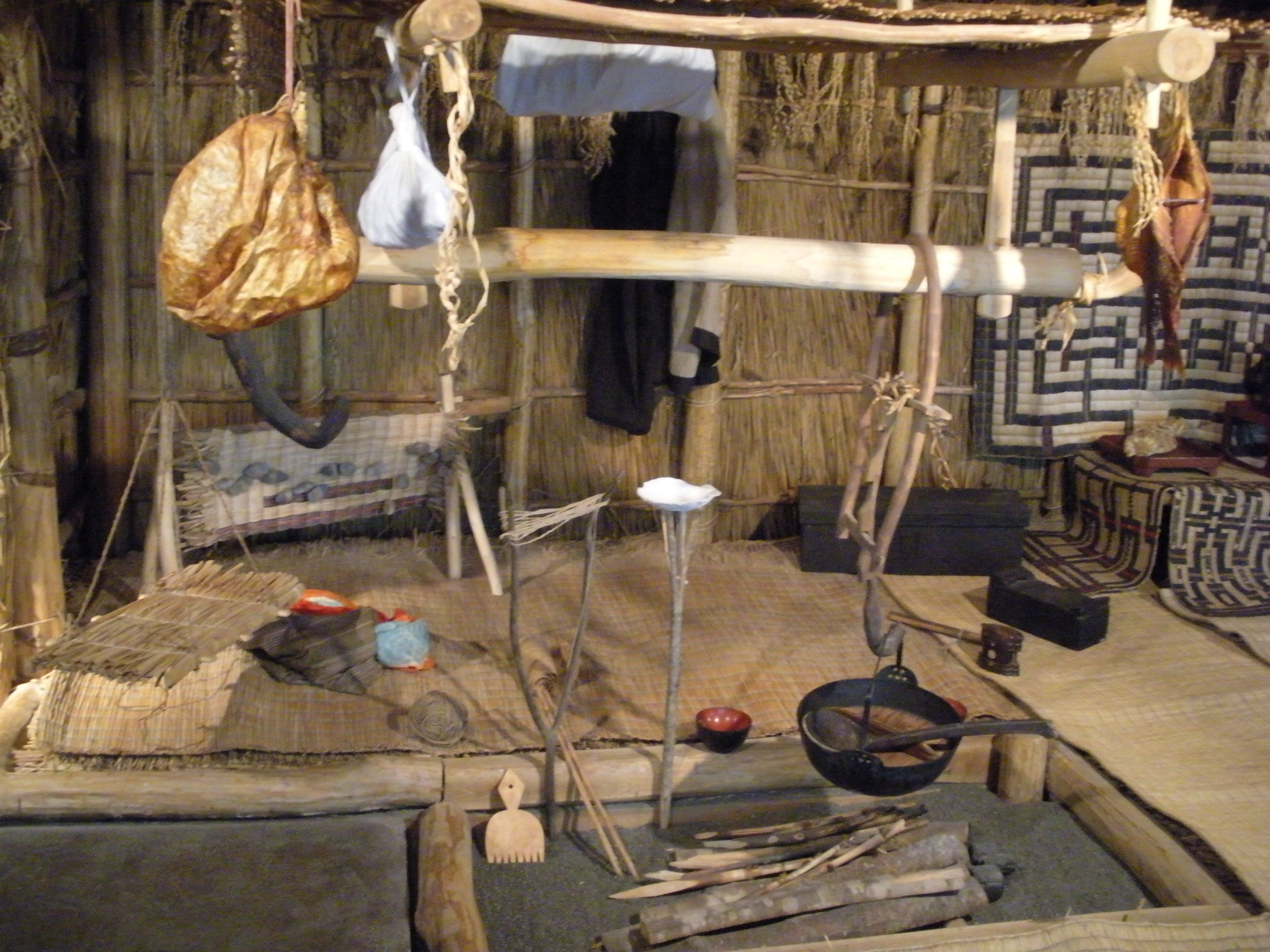